# AM (Album)
AM ist das fünfte Studioalbum der britischen Indie-Rock-Band Arctic Monkeys. Es erschien am 6. September 2013 beim Indie-Label Domino Records.

## Entstehung und Veröffentlichung
Von August 2012 bis Juni 2013 wurde das Album produziert, ausführender Produzent war wie beim vorherigen Album James Ford. Die Aufnahmen erfolgten in den Sound City Studios in Los Angeles sowie im Studio Rancho De La Luna in Joshua Tree. Vor der Veröffentlichung des Albums wurden insgesamt drei Singles vorher ausgekoppelt: R U Mine? erschien bereits am 27. Februar 2012, ehe erst über ein Jahr später am 19. Juni 2013 mit Do I Wanna Know? der Einstiegssong veröffentlicht wurde. Am 11. August 2013 folgte Why'd You Only Call Me When You're High?, bis schließlich am 6. September 2013 das Album selbst erschien, zunächst nur in Australien. Am 9. September folgte die Veröffentlichung in Deutschland, Frankreich und Großbritannien, am 10. September erschien es auch in den Vereinigten Staaten.

## Titelliste
| #   | Titel                                    | Länge |
| --- | ---------------------------------------- | ----- |
| 1.  | Do I Wanna Know?                         | 4:32  |
| 2.  | R U Mine?                                | 3:20  |
| 3.  | One for the Road                         | 3:26  |
| 4.  | Arabella                                 | 3:27  |
| 5.  | I Want It All                            | 3:04  |
| 6.  | No.1 Party Anthem                        | 4:03  |
| 7.  | Mad Sounds                               | 3:35  |
| 8.  | Fireside                                 | 3:01  |
| 9.  | Why'd You Only Call Me When You're High? | 2:42  |
| 10. | Snap Out of It                           | 3:12  |
| 11. | Knee Socks                               | 4:17  |
| 12. | I Wanna Be Yours                         | 3:04  |

## Rezeption

### Kritiken
Von Kritikern erhielt das Album überwiegend positive Bewertungen.
Michael Schuh bewertet das Album auf laut.de mit der vollen Punktzahl und stellt es noch über das Erstlingswerk Whatever People Say I Am, That’s What I’m Not. Von Jon Dolan vom Rolling Stone erhielt das Album 3,5 von 5 Sterne. Es sei das amerikanischste Album der Band, insbesondere auf der rhythmischen Ebene. Stephen Thomas Erlewine vergibt auf allmusic.com 5 von 5 Sterne und bezeichnet das Album als unpassend für eine Nacht unterwegs, aber ideal für eine Nacht zuhause. Der NME hält das Album gar für das beste der bisherigen Dekade und vergab mit 10 von 10 Punkten die Höchstwertung.

### Preise
Bei den BRIT Awards 2014 wurde AM als „bestes britisches Album“ ausgezeichnet.

## Kommerzieller Erfolg

### Chartplatzierungen
| ChartsChartplatzierungen       | Höchstplatzierung | Wochen |
| ------------------------------ | ----------------- | ------ |
| Deutschland (GfK)              | 3 (… Wo.)         | …      |
| Österreich (Ö3)                | 2 (… Wo.)         | …      |
| Schweiz (IFPI)                 | 2 (… Wo.)         | …      |
| Vereinigte Staaten (Billboard) | 6 (… Wo.)         | …      |
| Vereinigtes Königreich (OCC)   | 1 (… Wo.)         | …      |

| ChartsJahrescharts (2013)    | Platzierung |
| ---------------------------- | ----------- |
| Vereinigtes Königreich (OCC) | 8           |

| ChartsJahrescharts (2014)      | Platzierung |
| ------------------------------ | ----------- |
| Vereinigte Staaten (Billboard) | 37          |
| Vereinigtes Königreich (OCC)   | 18          |

| ChartsJahrescharts (2015)      | Platzierung |
| ------------------------------ | ----------- |
| Vereinigte Staaten (Billboard) | 79          |
| Vereinigtes Königreich (OCC)   | 66          |

| ChartsJahrescharts (2016)    | Platzierung |
| ---------------------------- | ----------- |
| Vereinigtes Königreich (OCC) | 68          |

| ChartsJahrescharts (2017)    | Platzierung |
| ---------------------------- | ----------- |
| Vereinigtes Königreich (OCC) | 79          |

| ChartsJahrescharts (2018)    | Platzierung |
| ---------------------------- | ----------- |
| Vereinigtes Königreich (OCC) | 52          |

| ChartsJahrescharts (2019)    | Platzierung |
| ---------------------------- | ----------- |
| Vereinigtes Königreich (OCC) | 60          |

| ChartsJahrescharts (2020)    | Platzierung |
| ---------------------------- | ----------- |
| Vereinigtes Königreich (OCC) | 41          |

| ChartsJahrescharts (2021)      | Platzierung |
| ------------------------------ | ----------- |
| Vereinigte Staaten (Billboard) | 120         |
| Vereinigtes Königreich (OCC)   | 24          |

| ChartsJahrescharts (2022)      | Platzierung |
| ------------------------------ | ----------- |
| Österreich (Ö3)                | 69          |
| Vereinigte Staaten (Billboard) | 105         |
| Vereinigtes Königreich (OCC)   | 13          |

| ChartsJahrescharts (2023)      | Platzierung |
| ------------------------------ | ----------- |
| Österreich (Ö3)                | 29          |
| Vereinigte Staaten (Billboard) | 78          |
| Vereinigtes Königreich (OCC)   | 9           |

| ChartsJahrescharts (2024)      | Platzierung |
| ------------------------------ | ----------- |
| Deutschland (GfK)              | 50          |
| Österreich (Ö3)                | 28          |
| Vereinigte Staaten (Billboard) | 105         |
| Vereinigtes Königreich (OCC)   | 21          |

### Auszeichnungen für Musikverkäufe
| Land/Region                  | Auszeichnungen für Musikverkäufe (Land/Region, Auszeichnung, Verkäufe) | Verkäufe    |
| ---------------------------- | ---------------------------------------------------------------------- | ----------- |
| Australien (ARIA)            | 2× Platin                                                              | 140.000     |
| Belgien (BRMA)               | Gold                                                                   | 15.000      |
| Dänemark (IFPI)              | 4× Platin                                                              | 80.000      |
| Europa (Impala)              | 4× Platin                                                              | (1.600.000) |
| Frankreich (SNEP)            | Platin                                                                 | 100.000     |
| Irland (IRMA)                | Platin                                                                 | 15.000      |
| Italien (FIMI)               | 3× Platin                                                              | 150.000     |
| Kanada (MC)                  | 5× Platin                                                              | 400.000     |
| Mexiko (AMPROFON)            | 2× Platin                                                              | 120.000     |
| Neuseeland (RMNZ)            | 6× Platin                                                              | 90.000      |
| Niederlande (NVPI)           | Platin                                                                 | 40.000      |
| Norwegen (IFPI)              | Gold                                                                   | 15.000      |
| Polen (ZPAV)                 | Platin                                                                 | 20.000      |
| Portugal (AFP)               | Gold                                                                   | 7.500       |
| Vereinigte Staaten (RIAA)    | 4× Platin                                                              | 4.000.000   |
| Vereinigtes Königreich (BPI) | 7× Platin                                                              | 2.100.000   |
| Insgesamt                    | 3× Gold · 41× Platin ·                                                 | 7.292.500   |

Hauptartikel: Arctic Monkeys/Auszeichnungen für Musikverkäufe